# 第二任期詛咒
第二任期詛咒（英語：Second-term curse），又稱總統第二任期魔咒、連任魔咒，是指出現在總統制國家元首（總統）的一種政治現象。在美國政治界裡，美國總統順利連任之後，因不能再在第二任期後連任，往往會比第一任期諸事不順，例如政治醜聞、天災人禍、支持率大跌、失業率攀升、提出錯誤政策、執政能力下降、美國中期選舉後失去美國國會參眾兩院的控制權、健康每況愈下等負面事件。比較特殊的例子是，第32任美國總統富蘭克林·德拉諾·羅斯福共連任四次；有些總統則是在第一任期就已經頻頻出狀況，最終導致連任失敗，或遭逢特殊情況，如被暗殺、因病去世或辭職。

## 相關論點
- 美國歷史學者麥唐納，在1994年所著的《美國的總統：一部知性史》（英語：The American Presidency: An Intellectual History）提到，第二任期的美國總統行為明顯傲慢自大、躊躇滿志、任用親信，甚至會從事的冒險的外交事務，複雜程度卻超越自身能力範圍。[7]
- 柯林頓的首席演講稿撰寫人邁克爾·瓦爾德曼（英语：Michael Waldman），在2001年所著的《POTUS Speaks》提到：「我們都清楚地知道第二任期的詛咒」（英語：We were all well aware of the curse of the second term）。[8]
- 羅格斯大學歷史學教授大衛·格林伯格（英語：David Greenberg）認為，所謂第二任期詛咒只是一種迷思，迷思就是被多數人相信的錯誤觀點，不管是否迷信詛咒，第二任期總統往往遇到很多困難，無論是預期還是突發的，這倒是歷史規律之一。[9]
- 正處於競選連任第二任期的美國總統巴拉克·歐巴馬曾在2012年表示：「我並不認為，因為我贏得了選舉，每個人在每件事上就會突然同意我的看法；我很熟悉有關（美國）總統連任後，因為過於雄心勃勃而失敗的論述。我們非常小心。」[10][11]但最終不能逃過魔咒，歐巴馬在第二任期內，美國的國際領導地位繼續下降，出現伊斯蘭國、2014年克里米亞危機等，國內政治鬥爭加劇，導致2014年中期選舉民主黨失去國會參眾兩院的控制權。

## 中咒的總統列表

### 美國
| 總統                   | 總統                   | 第二任期       | 重大事件 |
| ---------------------- | ---------------------- | -------------- | --- |
| George Washington      | 喬治·華盛頓            | 1793年－1797年 | - 美國介入法國大革命戰爭 - 無法調停亚历山大·汉密尔顿和湯瑪斯·傑佛遜的政治紛爭，形成現今美國的兩黨制                                        |
| 湯瑪斯·傑佛遜          | 湯瑪斯·傑佛遜          | 1805年－1809年 | - 副總統伯爾叛國案 |
| James Madison          | 詹姆斯·麥迪遜          | 1813年－1817年 | - 華盛頓大火 |
| James Monroe           | 詹姆斯·門羅            | 1821年－1825年 | - 國會拒絕反奴隸制立法 |
| Andrew Jackson         | 安德魯·傑克遜          | 1833年－1837年 | - 成立美國第二銀行導致的金融危機 |
| 亞伯拉罕·林肯          | 亞伯拉罕·林肯          | 1865年         | - 遇刺身亡 |
| Ulysses S. Grant       | 尤利西斯·辛普森·格蘭特 | 1873年－1877年 | - 美國重建時期的聯邦政府貪污醜聞 - 無法保障非裔美國人權益                                                                                  |
| Grover Cleveland       | 格罗弗·克利夫兰        | 1893年－1897年 | - 1893年大恐慌 |
| William McKinley       | 威廉·麦金莱            | 1901年         | - 遇刺身亡 |
| 伍德羅·威爾遜          | 伍德羅·威爾遜          | 1917年－1921年 | - 阻止美國加入第一次世界大戰失敗，後主導成立國際聯盟 - 晚年喪失工作能力                                                                    |
| 富蘭克林·德拉諾·羅斯福 | 富蘭克林·德拉諾·羅斯福 | 1937年－1941年 | - 法院改組計畫案失敗 |
| 哈瑞·S·杜魯門          | 哈瑞·S·杜魯門          | 1949年－1953年 | - 介入韓戰 - 險遭刺殺 - 連串醜聞 |
| 德懷特·艾森豪          | 德懷特·艾森豪          | 1957年－1961年 | - 大衣醜聞 - 1960年U-2擊墜事件 |
| 林登·詹森              | 林登·詹森              | 1965年－1969年 | - 擴大介入越南戰爭 - 偉大社會的反應 - 市區暴動和克納委員會 - 反越南戰爭示威及暴動、民權六八運動、馬丁·路德·金恩遇刺案、羅拔·F·甘迺迪遇刺案 |
| 理查·尼克森            | 理查·尼克森            | 1973年－1974年 | - 反越南戰爭示威 - 第一次石油危機 - 水門案和任內辭職，成為首位辭職的總統                                                                   |
| 隆納·雷根              | 隆納·雷根              | 1985年－1989年 | - 伊朗門事件、健康不佳，因動手術而曾兩度動用美國憲法第二十五修正案                                                                         |
| 比爾·柯林頓            | 比爾·柯林頓            | 1997年－2001年 | - 莱温斯基醜聞、柯林頓彈劾案 |
| 喬治·華克·布希         | 喬治·華克·布希         | 2005年－2009年 | - 社會保障制度改革失敗 - 政府應對卡特里娜颶風的批評 - 2007年－2008年環球金融危機 - 反伊拉克戰爭示威和反恐戰爭無法結束                      |
| Barack Obama           | 贝拉克·奥巴马          | 2013年－2017年 | - 稜鏡計劃 - 愛德華·斯諾登洩密案 - 2013年美國聯邦政府關閉事件 - 國內槍擊案上升、應對伊斯蘭國不力、反恐戰爭無法結束、2014年克里米亞危機     |